# エーデルワイス (お笑いコンビ)
エーデルワイスはかつて浅井企画に所属していたお笑いコンビである。2006年結成。2021年に解散。

## メンバー
- 門田 樹（かどた いつき、1983年12月23日 - ）ツッコミ担当。
千葉県出身。立ち位置は左。
血液型はO型。身長168cm、体重45kg。
趣味は自主映画製作｡
特技はパソコンを教えること（PC教室でインストラクターをしている）。
- 稲田 大三（いなだ だいぞう、1982年9月7日 - ）ボケ担当。
兵庫県出身。立ち位置は右。
血液型はA型。身長167cm、体重58kg。
趣味は囲碁、アイドル（Perfume、キャナァーリ倶楽部）。
ブレイク前のPerfumeが主催した、Perfume検定に参加したことがある。
特技はバスケットボール。

## 概要
2006年にインターネット掲示板にて企画された相方探しの合コンによりコンビを結成。コンビ名の由来は、同名の童謡から。当初は、同じく童謡が由来のグリーングリーンというコンビ名だったが、同名の芸人が存在したため、より有名な童謡であるエーデルワイスに改名した。なお、改名した途端に同名のグリーングリーンは解散した（『アモーンとエーデルワイスの先読みっ!』にて発言）。
ツッコミ担当の門田はもともとドラマの脚本家を志望していた。とあるイベントに招待され、そこでの発言がウケたことでお笑いの道を志した（『アモーンとエーデルワイスの先読みっ!』にて発言）。2021年6月7日に解散を発表した。

## ネタ
- ネタは漫才を中心に行っている。
- 共に眼鏡を着用しており、漫才のつかみとして、稲田が「ちょっといいかなメガネ君」と言い、門田が「どうしたんだいメガネ君」（あるいは「あなたもよ」）と返す、というものがある。
- 爆生レッドカーペットではキャッチフレーズと同じく明日使える学べる漫才を中心に行っていた。

## テレビ
- オンバト+（NHK総合）戦績0勝1敗 最高217KB
- キャラ☆キング（テレビ朝日）
- 爆生レッドカーペット（フジテレビ） - キャッチフレーズは「明日使える学べる漫才」